# فینال‌های ان‌بی‌ای ۲۰۱۲
فینال‌های ان‌بی‌ای ۲۰۱۲ (انگلیسی: 2012 NBA Finals)، سری قهرمانی لیگ بسکتبال حرفه‌ای آمریکا (ان‌بی‌ای) در فصل ۱۲–۲۰۱۱ و پایان‌بخش پلی‌آف‌های این فصل بود. در این سری، میامی هیت (قهرمان کنفرانس شرق) توانست اکلاهما سیتی تاندر (قهرمان کنفرانس غرب) را در پنج بازی شکست دهد و دومین قهرمانی تاریخ خود را کسب کند. لبرون جیمز، بازیکن میامی هیت که جایزه باارزش‌ترین بازیکن ان‌بی‌ای را نیز از آن خود کرده بود، با میانگین ۲۸.۶ امتیاز، ۱۰.۲ ریباند و ۷.۴ پاس منجر به امتیاز در طول سری بازی‌ها، به عنوان باارزش‌ترین بازیکن فینال‌های ان‌بی‌ای نیز انتخاب شد.